# 1830 Pogson
Az 1830 Pogson (ideiglenes jelöléssel 1968 HA) a Naprendszer kisbolygóövében található aszteroida. Paul Wild fedezte fel 1968. április 17-én.
Nevét Norman Robert Pogson csillagász után kapta.